# Павлушков Микола Петрович
Мико́ла Петро́вич Павлушко́в (нар.30 квітня 1904 — пом.3 листопада 1937, урочище Сандармох) — студент Київського інституту народної освіти, небіж Сергія Єфремова, ключовий фігурант «процесу Спілки визволення України».
Радянські слідчі органи вважали його засновником і керівником Спілки української молоді (цієї версії Спілка української молоді дотримується дотепер). Кубанець М. Корсунь у своїх споминах також називає М. Павлушкова організатором і головою СУМу[джерело?].
Жертва сталінських репресій.

## Життєпис
Народився у Тулі, Російська імперія, де батько Петро Павлушков учителював. Мати Миколи походила з відомого роду Дурдуківських. Після арешту чекістами батька, народного учителя і священика, 1921 року переїхав до Києва, де поселився в дядька по матері — академіка Сергія Єфремова. Навчався у Першій Трудовій Шевченківській школі, якою керував відомий педагог Володимир Дурдуківський. Під опікою Єфремова і Дурдуківського — світочів національно-політичного українського відродження в тогочасній Україні — від 1921 року виховувався Микола Павлушков, який скоро став у проводі студентського гуртка «Товариство Єдности і Згоди», а відтак, коли це товариство з причин безпеки його членів мусило самоліквідуватись, Павлушков разом з Б. Матушевським, Д. Бобирем, Г. Слободяником і П. Нечипайлом став душею підготовки законспірованої організації — Спілки Української молоді.
Закінчивши школу, вступив до Ветеринарного інституту, звідки його незабаром виключили. Павлушков домігся поновлення, проте потім вирішив далі навчатися в Київському інституті народної освіти на історичному факультеті.
19 квітня 1930 р. став першим заарештованим за звинуваченням в участі у СВУ, «лідером» якої пізніше оголосили його дядька. Виказав тайник зі щоденником Єфремова (який став єдиним доказом «контрреволюційності» академіка). У процесі слідства повністю визнав свою вину. Очевидець процесу Борис Антоненко-Давидович писав, що Павлушков, 
|  | якщо й вірити всім його свідченням, виглядав на суді, як оперетковий ватажок — без війська й однодумців. |

Відбував покарання спочатку в Ярославському політізоляторі, потім у Соловецькому таборі особливого призначення (Сікирний і Саватіївський спецізолятори), оголошував голодування.
Розстріляний 3 листопада 1937 р. в урочищі Сандармох. Катом був капітан держбезпеки Михайло Матвєєв, який напередодні 20-річчя жовтневого перевороту (наприкінці жовтня — на початку листопада 1937 р.) власноручно виконав більшість смертних вироків 1111 в'язням.
Реабілітований судом Архангельської області РРФСР (28.04.1960) і Верховним судом УРСР (11.08.1989).

## Історична роль
Для української історії постать Миколи Павлушкова є водночас зловісною і трагічною. Під час і після «процесу СВУ» заарештовано, знищено або заслано багатьох представників української інтелігенції. На думку одного з підсудних, Костя Туркала:
|  | Тепер іще є українці, які вважають справу «Спілки визволення України»… за контроверсійну, тобто їм невідомо й неясно, була чи не була така організація в дійсності. А є такі українці… які твердять, що СВУ 20-х років була і тим-то виправдовують московську большевицьку владу, яка скарала фактично невинну верхівку наукової інтелігенції українського народу. Я особисто, як один із підсудних, відкидаю контроверсійність у цій справі і рішуче, з цілковитою моральною відповідальністю заявляю, що формально організації СВУ не було, а її провокаційно сконструювало, з допомогою двох підсудних у цій справі, московське ГПУ, щоб створити законну підставу для знищення верхівки української наукової інтелігенції того часу. Усі ті підсудні, що належали до моїх приятелів і друзів, казали мені, що довідувалися про «існування» СВУ від слідчих під час передсудового слідства, коли я розмовляв із ними вже на суді. |

Однак після Другої світової війни в середовищі Української діаспори виникла альтернативна версія оцінки процесу «СВУ» — «СУМ» з наголосом на тому, що ці структури реально існували. Одним з авторів цієї концепції була сестра Миколи Павлушкова — Наталія.
І хоч крапку в цій історії не поставлено досі — «Спілка української молоді» вважає Миколу Павлушкова своїм засновником.